# Gauliga Nordmark 1940/41
Die Bereichsliga Nordmark 1940/41 war die achte Spielzeit der 1939 umbenannten Gauliga Nordmark im Fußball. Die Meisterschaft sicherte sich der Hamburger SV mit zunächst acht Punkten Vorsprung vor dem Eimsbütteler TV. Der Hamburger SV qualifizierte sich für die Endrunde um die deutsche Meisterschaft und erreichte dort das Gruppenfinale. Die Abstiegsränge belegten Fortuna Glückstadt, die KSG Sperber/St. Georg, Borussia Harburg und Concordia Hamburg. Aus den Bezirksligen stiegen Kilia Kiel und WSV Schwerin auf.
Das Auswärtsspiel des Meisters gegen die Barmbecker SG, für den Abstieg nicht mehr relevant, fand bis zum Saisonende nicht statt. Erst am 22. März 1942 (sic) wurde es nachgeholt und 6:2 gewonnen; es gelangte dann noch in die Abschlusstabelle des Vorjahres, obwohl inzwischen zahlreiche andere Spieler antraten als 1940/41.

## Abschlusstabelle
| Pl. | Verein                        | Sp. | S  | U | N  | Tore    | Quote | Punkte |
| --- | ----------------------------- | --- | -- | - | -- | ------- | ----- | ------ |
| 1.  | Hamburger SV                  | 22  | 22 | 0 | 0  | 104:250 | 4,16  | 44:0   |
| 2.  | Eimsbütteler TV (M)           | 22  | 16 | 2 | 4  | 086:350 | 2,46  | 34:10  |
| 3.  | SV Polizei Lübeck             | 22  | 13 | 2 | 7  | 067:410 | 1,63  | 28:16  |
| 4.  | SC Victoria Hamburg           | 22  | 12 | 4 | 6  | 068:540 | 1,26  | 28:16  |
| 5.  | Holstein Kiel                 | 22  | 11 | 2 | 9  | 071:510 | 1,39  | 24:20  |
| 6.  | Altonaer FC von 1893          | 22  | 9  | 3 | 10 | 056:530 | 1,06  | 21:23  |
| 7.  | Barmbecker SG                 | 22  | 8  | 4 | 10 | 053:730 | 0,73  | 20:24  |
| 8.  | Wilhelmsburg 09 (N)           | 22  | 6  | 7 | 9  | 041:470 | 0,87  | 19:25  |
| 9.  | Fortuna Glückstadt (N)        | 22  | 7  | 2 | 13 | 063:800 | 0,79  | 16:28  |
| 10. | KSG Sperber/St. Georg Hamburg | 22  | 6  | 2 | 14 | 042:730 | 0,58  | 14:30  |
| 11. | Borussia Harburg              | 22  | 6  | 0 | 16 | 035:820 | 0,43  | 12:32  |
| 12. | SC Concordia Hamburg          | 22  | 0  | 4 | 18 | 024:960 | 0,25  | 04:40  |

| (M) | Titelverteidiger               |
| (N) | Aufsteiger aus der Bezirksliga |

## Aufstiegsrunde

### Gruppe 1
| Platz | Verein                                                       | Spiele | Tore  | Quote | Punkte |
| ----- | ------------------------------------------------------------ | ------ | ----- | ----- | ------ |
| 1.    | WSV Schwerin (Meister 1. Klasse Mecklenburg)                 | 4      | 10:70 | 1,43  | 6:2    |
| 2.    | FC St. Pauli (Meister 1. Klasse Groß Hamburg Staffel Hansa)  | 4      | 13:12 | 1,08  | 3:5    |
| 3.    | VfB Kiel (Meister 1. Klasse Schleswig-Holstein Staffel West) | 4      | 07:11 | 0,64  | 3:5    |

### Gruppe 2
| Platz | Verein                                                               | Spiele | Tore  | Quote | Punkte |
| ----- | -------------------------------------------------------------------- | ------ | ----- | ----- | ------ |
| 1.    | FVgg Kilia Kiel (Meister 1. Klasse Schleswig-Holstein Staffel Nord)  | 4      | 15:50 | 3,00  | 5:3    |
| 2.    | Polizei SV Hamburg (Meister 1. Klasse Groß Hamburg Staffel Germania) | 4      | 12:7  | 1,71  | 5:3    |
| 3.    | SK Komet Hamburg (Meister 1. Klasse Groß Hamburg Staffel Hammonia)   | 4      | 05:20 | 0,25  | 2:6    |